# یواس‌اس مونتوک (اس‌پی-۱۲۱۳)
یواس‌اس مونتوک (اس‌پی-۱۲۱۳) (به انگلیسی: USS Montauk (SP-1213)) یک کشتی بود که طول آن 134' 6" بود. این کشتی در سال ۱۸۹۹ ساخته شد.